# Réalville
Réalville – miejscowość i gmina we Francji, w regionie Oksytania, w departamencie Tarn i Garonna. Przez gminę przepływa rzeka Aveyron. 
Według danych na rok 1990 gminę zamieszkiwało 1475 osób, a gęstość zaludnienia wynosiła 59 osób/km² (wśród 3020 gmin regionu Midi-Pireneje Réalville plasuje się na 241. miejscu pod względem liczby ludności, natomiast pod względem powierzchni na miejscu 412.).